# Pax (Virgínia Ocidental)
Pax é uma cidade  localizada no estado norte-americano de Virgínia Ocidental, no Condado de Fayette.

## Demografia
Segundo o censo norte-americano de 2000, a sua população era de 174 habitantes.
Em 2006, foi estimada uma população de 165, um decréscimo de 9 (-5.2%).

## Geografia
De acordo com o United States Census Bureau tem uma área de
0,8 km², dos quais 0,8 km² cobertos por terra e 0,0 km² cobertos por água. Pax localiza-se a aproximadamente 428 m acima do nível do mar.

## Localidades na vizinhança
O diagrama seguinte representa as localidades num raio de 16 km ao redor de Pax.